# May It Be
May It Be è un singolo della cantante e musicista irlandese Enya, pubblicato nel 2001 e tratto dalla colonna sonora del film Il Signore degli Anelli: La Compagnia dell'Anello

## La canzone
Ha riscosso un grande successo in tutta Europa: raggiunge la vetta della classifica in Germania e ottimi piazzamenti in altri paesi, ma non va oltre la Top 50 nel Regno Unito.
La canzone fa da colonna sonora al film Il Signore degli Anelli: La Compagnia dell'Anello. Enya, con il suo produttore Nicky Ryan e la paroliera Roma Ryan, viene candidata successivamente agli Oscar del 2002 per il suo contributo al film, ma il riconoscimento va alla canzone If I Didn't Have You di Randy Newman per il film della Pixar Monsters & Co.
La canzone è cantata sia in inglese che in Quenya, lingua creata da J. R. R. Tolkien.
È stato realizzato anche un video musicale, in cui la cantante si esibisce mentre scorrono le immagini del film.
Vari artisti hanno realizzato cover di questa canzone: Hayley Westenra, Kiri Te Kanawa, Celtic Woman, Angelis, 
Mary Mcdowell, Uruk-Hai, Sofia Källgren e Hayley Griffiths.

## Tracce
- May It Be - 3:32
- Isobella - 4:29
- The First of Autumn (Strumentale) - 3:09

## Piazzamenti in Classifica
| Paese       | Posizione |
| ----------- | --------- |
| Mondo       | 37        |
| Eurochart   | 10        |
| Austria     | 12        |
| Fiandre     | 4         |
| Vallonia    | 47        |
| Danimarca   | 19        |
| Finlandia   | 7         |
| Francia     | 43        |
| Germania    | 1         |
| Irlanda     | 30        |
| Italia      | 12        |
| Paesi Bassi | 60        |
| Portogallo  | 15        |
| Regno Unito | 50        |
| Rep. Ceca   | 7         |
| Svezia      | 16        |
| Svizzera    | 24        |
| Ungheria    | 9         |

## Premi
| Anno | Premio       | Categoria                 | Risultato  |
| ---- | ------------ | ------------------------- | ---------- |
| 2002 | Premio Oscar | Miglior Canzone Originale | Nomination |
| 2002 | Golden Globe | Miglior Canzone Originale | Nomination |